# Super Bowl XLVI
Super Bowl XLVI – czterdziesty szósty finał o mistrzostwo zawodowej ligi futbolu amerykańskiego NFL, rozegrany 5 lutego 2012 roku na stadionie Lucas Oil Stadium w Indianapolis w Indianie.

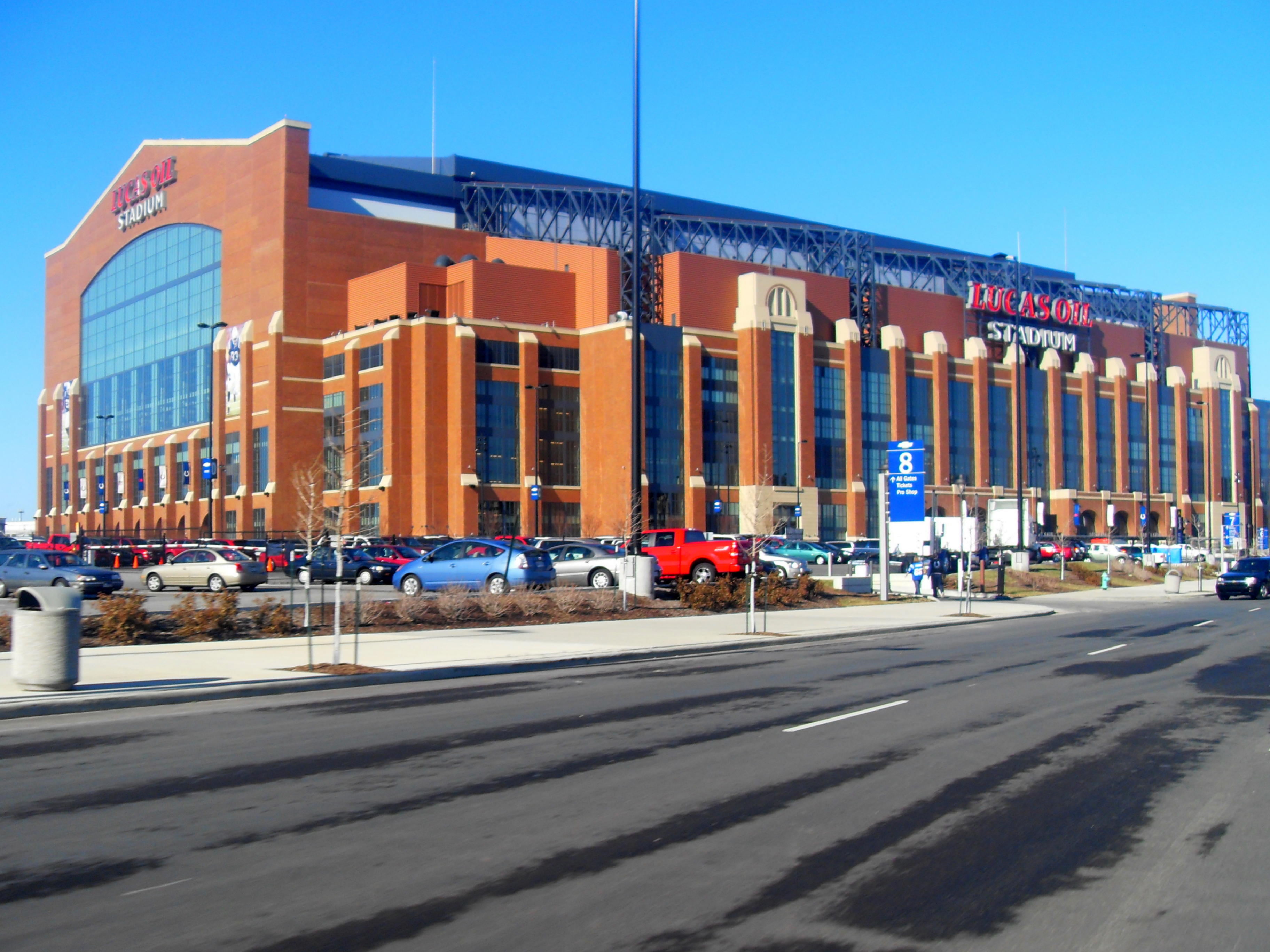
Lucas Oil Stadium - miejsce rozegrania XLVI Super Bowl

Spotkały się w nim zespoły mistrza konferencji AFC, New England Patriots oraz mistrza konferencji NFC, New York Giants.
Zgodnie z przyjętą konwencją Patriots, jako przedstawiciele AFC, byli gospodarzem parzystego Superbowl. Był to szósty mecz o mistrzostwo, w którym spotkały się drużyny już wcześniej grające ze sobą w finale. Giants i Patriots spotkali się poprzednio w Super Bowl XLII. Obaj aktualni trenerzy (Tom Coughlin i Bill Belichick) oraz rozgrywający (Eli Manning i Tom Brady) występowali w tym finale.
Hymn Stanów Zjednoczonych przed meczem zaśpiewała Kelly Clarkson, zaś w przerwie meczu na stadionie wystąpiła Madonna.
Mecz zakończył się zwycięstwem New York Giants 21-17. Najlepszym graczem meczu wybrany został Eli Manning.
W przerwie finału (tzw. half-time) wystąpiła Madonna. Oprócz niej widzowie mogli zobaczyć Nicki Minaj, M.I.A., LMFAO oraz Cee Lo Green.